# Rajd Azorów 2012
Rajd Azorów 2012 (47. SATA Rallye Açores) – 47 edycja rajdu samochodowego Rajd Azorów rozgrywanego w Portugalii. Rozgrywany był od 23 do 25 lutego 2012 roku. Była to pierwsza runda Intercontinental Rally Challenge w roku 2012 oraz pierwsza runda Rajdowych Mistrzostw Portugalii. Składał się z 14 odcinków specjalnych.

## Klasyfikacja rajdu
| Miejsce                      | Kierowca                     | Pilot                        | Samochód                     | Czas                         | Strata                       |                              |
| Klasyfikacja generalna i ERC | Klasyfikacja generalna i ERC | Klasyfikacja generalna i ERC | Klasyfikacja generalna i ERC | Klasyfikacja generalna i ERC | Klasyfikacja generalna i ERC | Klasyfikacja generalna i ERC |
| ---------------------------- | ---------------------------- | ---------------------------- | ---------------------------- | ---------------------------- | ---------------------------- | ---------------------------- |
| 1.                           | Andreas Mikkelsen            | Ola Fløene                   | Škoda Fabia S2000            | 2:12:43.2                    | 0.0                          |                              |
| 2.                           | Juho Hänninen                | Mikko Markkula               | Škoda Fabia S2000            | 2:13:08.3                    | +25.1                        |                              |
| 3.                           | Bryan Bouffier               | Xavier Panseri               | Peugeot 207 S2000            | 2:14:48.0                    | +2:04.8                      |                              |
| 4.                           | Sepp Wiegand                 | Timo Gottschalk              | Škoda Fabia S2000            | 2:18:03.5                    | +5:20.3                      |                              |
| 5.                           | Hermann Gassner jr           | Klaus Wicha                  | Škoda Fabia S2000            | 2:19:07.1                    | +6:23.9                      |                              |
| 6.                           | Ricardo Moura                | Sancho Eiró                  | Mitsubishi Lancer Evo IX     | 2:21:26.7                    | +8:43.5                      |                              |
| 7.                           | Oleksandr Saliuk jr.         | Pavlo Cherepin               | Ford Fiesta S2000            | 2:23:11.3                    | +10:28.1                     |                              |
| 8.                           | Sergio Silva                 | Fernando Nunes               | Subaru Impreza STi N11       | 2:28:43.3                    | +16:00.1                     |                              |
| 9.                           | Ruben Rodrigues              | Estevão Rodrigues            | Mitsubishi Lancer Evo IX     | 2:29:58.2                    | +17:15.0                     |                              |
| 10.                          | Miguel Barbosa               | Justino Reis                 | Mitsubishi Lancer Evo IX     | 2:30:44.8                    | +18:01.6                     |                              |